# دم‌خاری چانه‌زرد

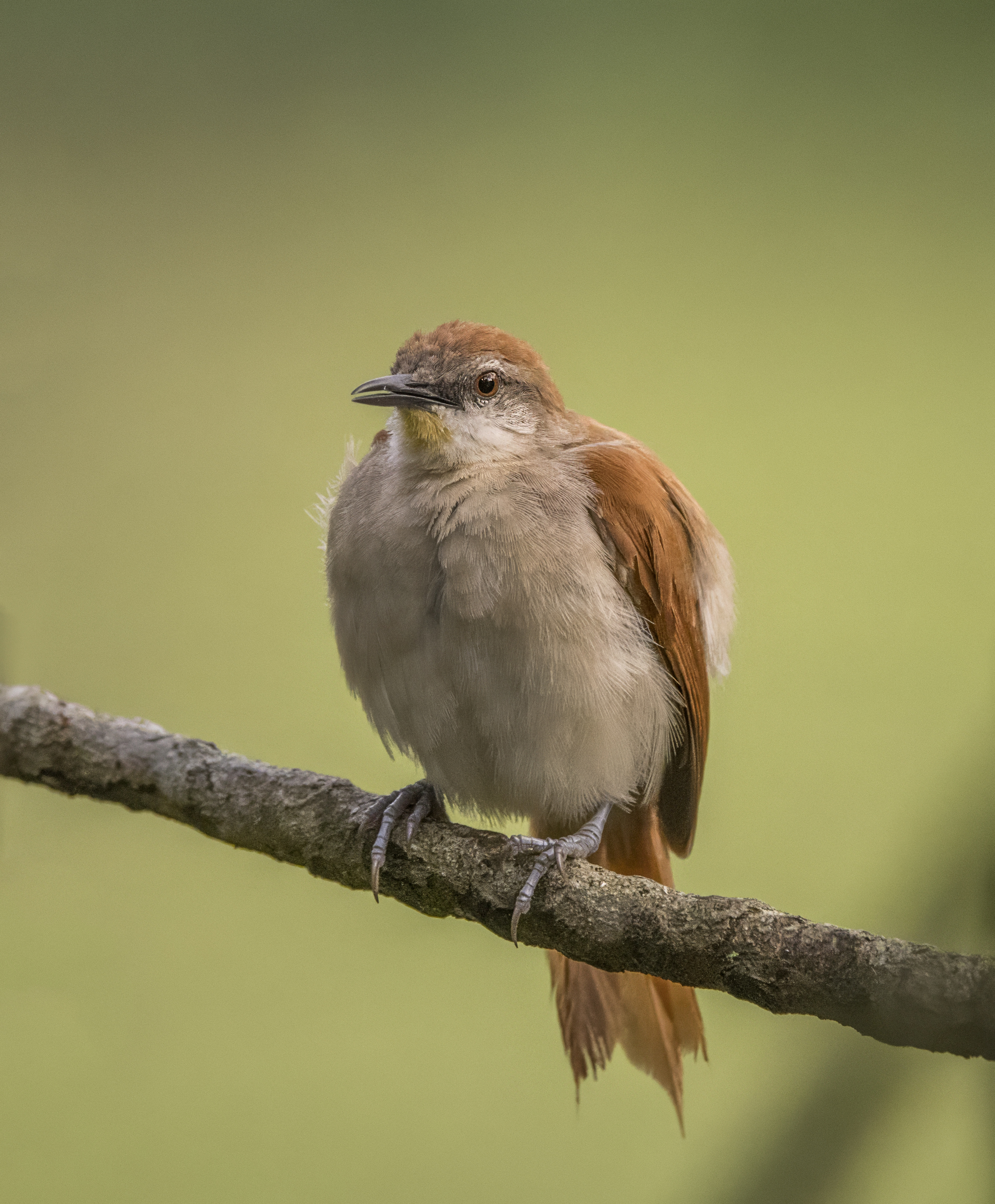
C. c. marabinus، کلمبیا

دم‌خاری چانه‌زرد (نام علمی: Certhiaxis cinnamomeus)، یک پرنده گنجشک‌سان است که در نواحی گرمسیری از ترینیداد و کلمبیا در جنوب تا آرژانتین و اروگوئه یافت می‌شود. عضوی از خانواده پرندگان تنورمرغان (Furnariidae) آمریکای جنوبی است.
این پرنده با دامنه گستره توسط IUCN در معرض خطر تلقی نمی‌شود.